# Lacon punctatus
Lacon punctatus es una especie de escarabajo del género Lacon, tribu Agrypnini, familia Elateridae. Fue descrita científicamente por Herbst en 1779.
Se distribuye por Francia, Italia, España, Chipre, Portugal, Grecia, Suiza, Croacia, Israel, Líbano, Albania, Bulgaria, Argelia, Alemania, Marruecos, Montenegro, Serbia, Siria, Macedonia del Norte, Rumania, Rusia y Turquía. La especie se mantiene activa durante todos los meses del año.